# Lietuvos Krepšinio Lyga
De Lietuvos Krepšinio Lyga is de hoogste basketbalcompetitie in het basketbalsysteem van Litouwen en wordt georganiseerd door de Litouwse basketbalbond.
De Lietuvos Krepšinio Lyga werd in 1994 opgericht in opvolging van de competitie die in de SSR Estland werd gespeeld. Deze competitie verving in 1940 op zijn beurt de competitie die van 1924-1939 gespeeld werd in het onafhankelijke Litouwen voor de inname door de Sovjet-Unie. Momenteel bestaat de competitie uit twaalf clubs, die twee keer per jaar tegen elkaar uitkomen.